# Extra Ball
Extra Ball – polski zespół jazzowy założony w 1974 roku. Jego kierownikiem był Jarosław Śmietana, gitarzysta krakowski.

## Skład zespołu
W pierwszym składzie zespołu grali następujący muzycy (wówczas studenci Wydziału Jazzu i Muzyki Rozrywkowej PWSM w Katowicach):
- Andrzej Pawlik – gitara basowa,
- Piotr Prońko – saksofon barytonowy (do 1975),
- Benedykt Radecki – perkusja,
- Władysław Sendecki – fortepian,
- Jarosław Śmietana – gitara, lider.

Skład zespołu ulegał licznym zmianom (zwłaszcza od 1976 roku), a liczba grających w nim muzyków wahała się od 4 do 6. W składzie zespołu znaleźli się m.in.:
- Marian Bronikowski – perkusja,
- Jan Budziaszek – perkusja,
- Jan Cichy – kontrabas,
- Antoni Dębski – kontrabas,
- Jerzy Główczewski – saksofon altowy,
- Wojciech Groborz – fortepian,
- Adam Kawończyk – trąbka,
- Robert Obcowski – fortepian,
- Andrzej Olejniczak – saksofon tenorowy i sopranowy (od 1976),
- Jacek Pelc – perkusja,
- Stanisław Sojka – wokal,
- Marek Stach – perkusja,
- José Torres – instrumenty perkusyjne,
- Zbigniew Wegehaupt – kontrabas,
- Andrzej Zaucha – wokal.

Ponadto z Extra Ball współpracowali:
- Czesław Bartkowski – perkusja,
- Jerzy Jarosik – saksofon tenorowy, flet,
- Henryk Miśkiewicz – saksofon altowy,
- Janusz Muniak – saksofon tenorowy i sopranowy, flet,
- Jan Ptaszyn Wróblewski – saksofon tenorowy.

## Działalność
Zespół zadebiutował w 1974 r. na Studenckim Festiwalu Jazzowym Jazz nad Odrą we Wrocławiu, gdzie zdobył II nagrodę, a jego lider - I nagrodę indywidualną. Na wrocławskim SFJ w 1975 r. grupa otrzymała I nagrodę, J. Śmietana i W. Sendecki zdobyli ex aequo I nagrodę indywidualną, a J. Cichy. i B. Radecki - wyróżnienia indywidualne.
W latach 1975–1976 zespół brał udział w prestiżowych imprezach jazzowych, m.in. występował na Międzynarodowym Festiwalu Muzyki Jazowej Jazz Jamboree w Warszawie. Koncertował też za granicą (Czechosłowacja, Holandia, RFN, ZSRR).
W 2. poł. lat 70. Extra Ball dokonał licznych nagrań dla radia i telewizji. Ponownie występował też na Jazz Jamboree - w latach 1979–1981 i 1983. W 1. poł. lat 80. wyjechał do USA, gdzie brał udział w festiwalu jazzowym w Reno, a potem przez 3 miesiące występował w amerykańskich uniwersytetach oraz w klubach jazzowych.
Ostatnim znaczącym przedsięwzięciem grupy było przygotowanie specjalnego programu jubileuszowego na 10-lecie istnienia zespołu w 1984 roku. Program ten prezentowany był podczas kilku koncertów w różnych polskich miastach. Wkrótce potem Extra Ball zakończył działalność.

## Dyskografia
- 1976 - Extra Ball: Birthday (LP, Muza SX-1414)
- 1977 - Extra Ball: Aquarium Live Nr 3 (LP, Poljazz Z-SX-0671)
- 1978 - Extra Ball (LP, Poljazz Z-SX-0687)
- 1979 - Extra Ball: Go Ahead (LP, Muza SX-1795)
- 1981 - Extra Ball: Mosquito (LP, Poljazz PSJ-104)
- 1984 - Extra Ball: Akumula-Torres (LP, Poljazz PSJ-127)
- 2005 - Polish Jazz - Go Ahead (CD, Polskie Radio)

## Najpopularniejsze utwory
- Bez Powrotu
- Go Ahead
- Mosquito
- Narodziny
- Podróż w góry